# Gallotia galloti
Espèce
Synonymes
- Lacerta galloti Oudart, 1839
- Lacerta galloti palmae Boettger & Müller, 1914

Statut de conservation UICN

 LC  : Préoccupation mineure
Gallotia galloti est une espèce de sauriens de la famille des Lacertidae.

## Répartition

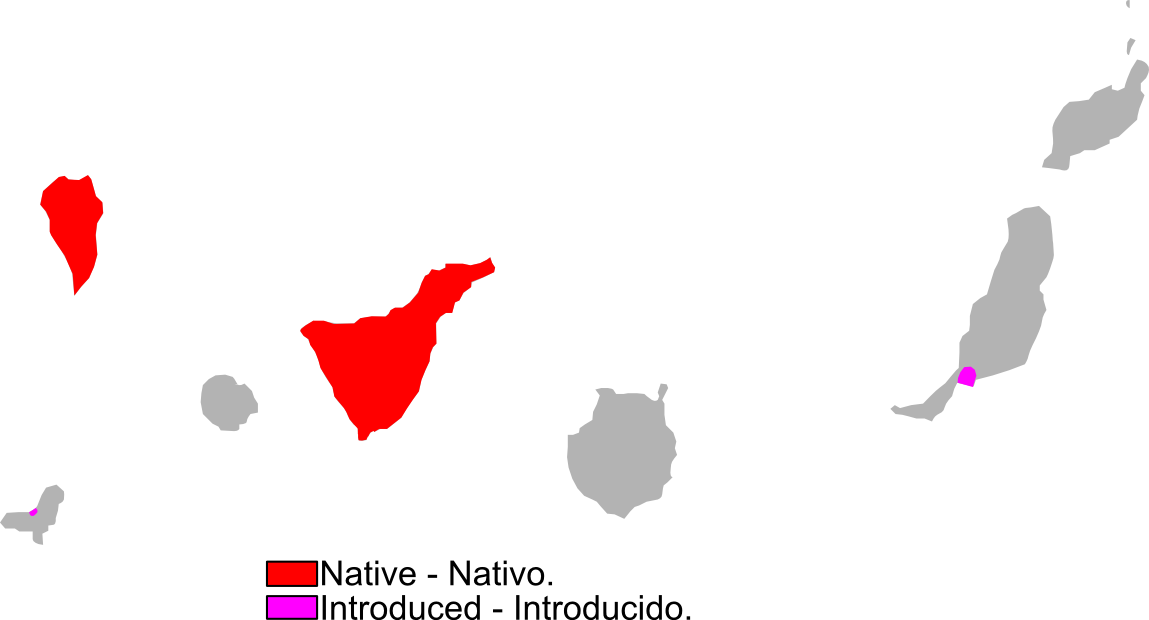
Distribution

Cette espèce est endémique des îles Canaries. Elle se rencontre à Tenerife et à La Palma
Elle a été introduite à El Hierro et à Fuerteventura.

## Description

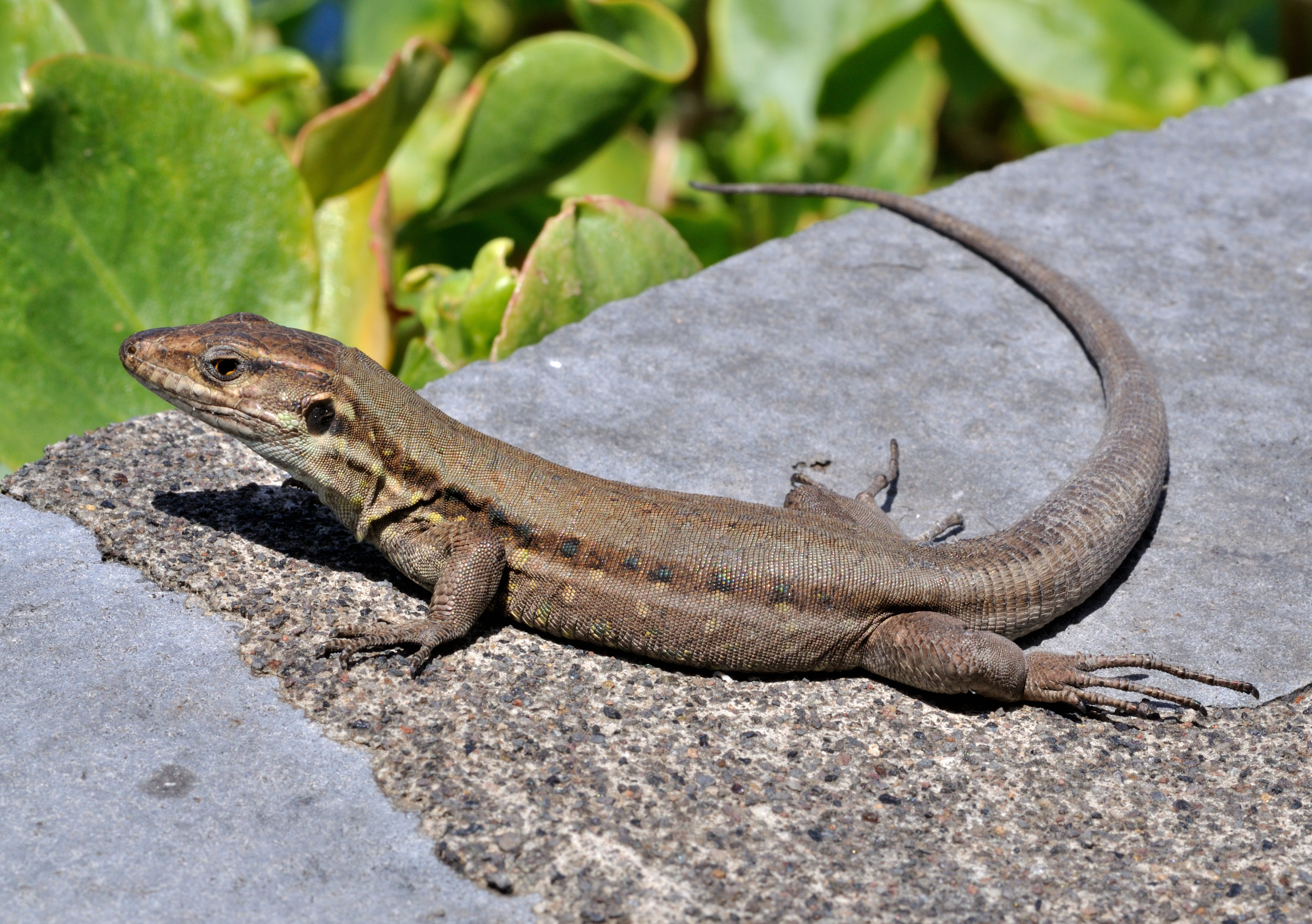
Gallotia galloti

Elle peut atteindre la taille de 40 cm, queue comprise.
Contrairement à la plupart des espèces plus grandes de ce genre, ce lézard est relativement commun sur ces îles. Il consomme des fruits, et peut devenir une nuisance dans les vergers, où il est parfois chassé, sans que cela présente à l'heure actuelle un réel danger pour les populations installées. La sous-espèce G. g. insulanagae est considérée comme vulnérable de par sa répartition exclusive sur une zone réduite. Toutefois, cette zone est difficile d'accès, ce qui la protège des actions humaines.

## Liste des sous-espèces
Selon The Reptile Database (22 janvier 2012) :

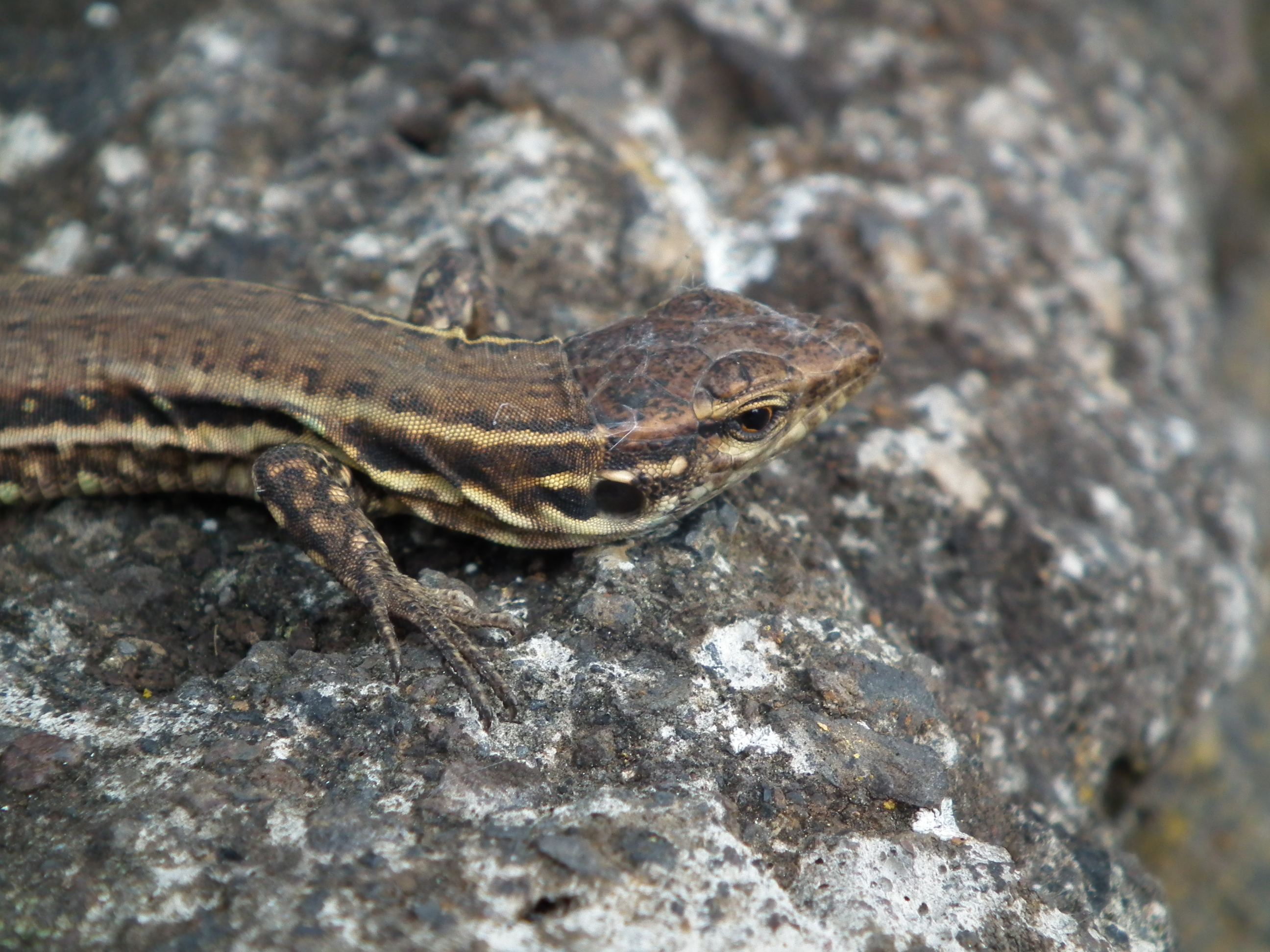
G. galloti palmaefemelle

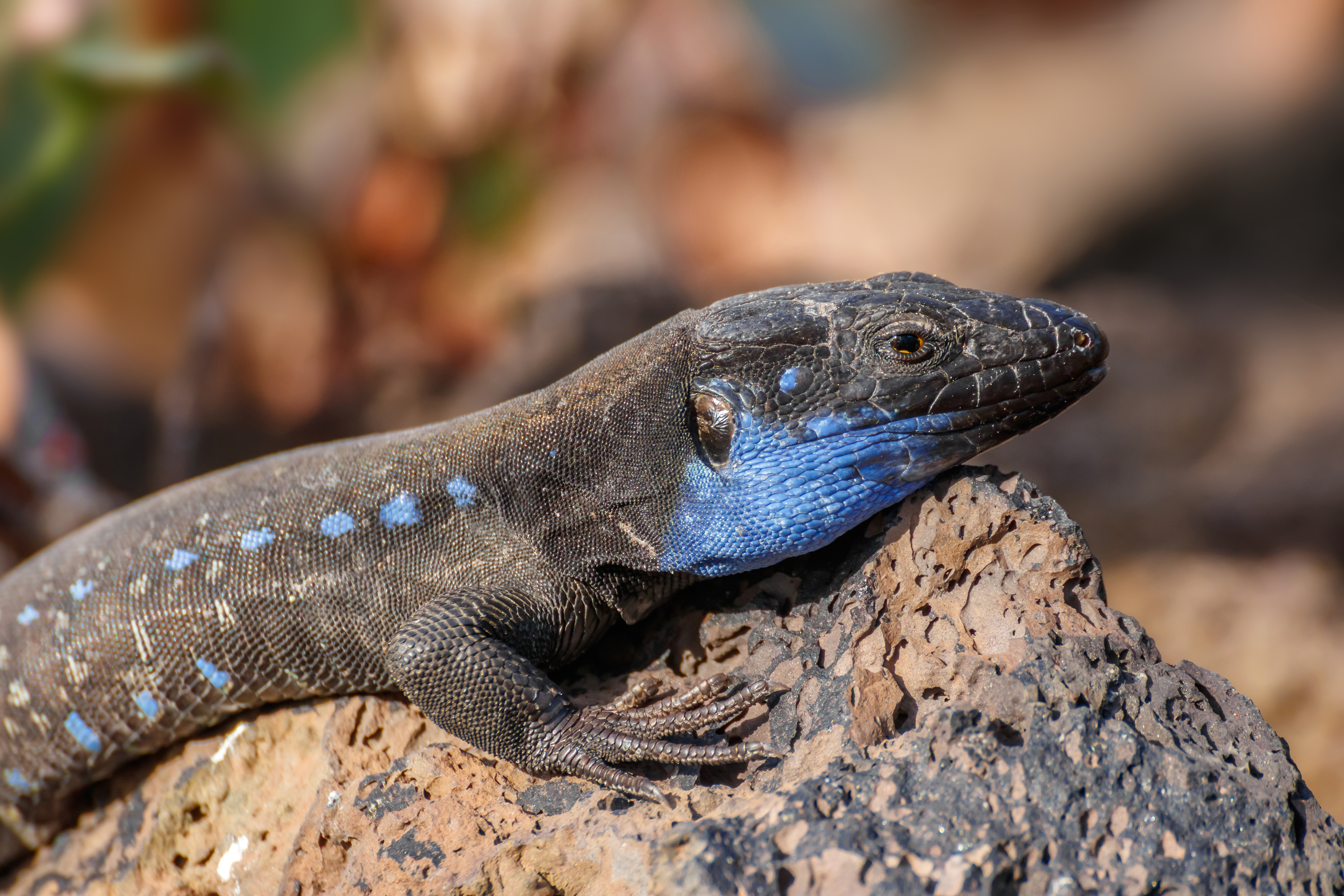
Gallotia galloti palmae mâle, à Los Cancajos. Mars 2019.

- Gallotia galloti eisentrauti Bischoff, 1982
- Gallotia galloti galloti (Oudart, 1839)
- Gallotia galloti insulanagae Martin, 1985
- Gallotia galloti palmae (Boettger & Müller, 1914)

## Publications originales
- Bischoff, 1982 : Die innerartliche Gliederung von Gallotia galloti (Dumeril & Bibron 1839) (Reptilia: Sauria: Lacertidae) auf Teneriffa, Kanarische Inseln. Bonner Zoologische Beitraege, vol. 33, no 2/4, p. 363-382.
- Boettger & Müller, 1914 : Preliminary notes on the loal races of some Canarian lizards. Annals and Magazine of Natural History, sér. 8, vol. 14, p. 67-78 (texte intégral).
- Martin, 1985 : Los lagartos de los roques del norte de Tenerife. Bonner Zoologische Beiträge, vol. 36, no 3/4, p. 517-528 (texte intégral).
- Webb & Berthelot, 1839 : Histoire naturelle des Iles Canaries. vol. 2, no 2, pl. 1.